# Taylor Hill
Taylor Hill (ur. 2 lutego 1996) – lekkoatletka Brytyjskich Wysp Dziewiczych specjalizująca się w biegach sprinterskich. 
W 2013 została wicemistrzynią świata juniorów młodszych w sztafecie szwedzkiej.

## Osiągnięcia
| Rok  | Impreza                               | Miejsce      | Konkurencja        | Lokata     | Wynik   |
| ---- | ------------------------------------- | ------------ | ------------------ | ---------- | ------- |
| 2013 | Mistrzostwa świata juniorów młodszych | Donieck      | bieg na 100 metrów | eliminacje | 12,10   |
| 2013 | Mistrzostwa świata juniorów młodszych | Donieck      | sztafeta szwedzka  | 2. miejsce | 2:07,40 |
| 2016 | Młodzieżowe mistrzostwa NACAC         | San Salvador | bieg na 100 metrów | 7. miejsce | 12,04   |

## Rekordy życiowe
- Bieg na 60 metrów (hala) – 7,49 (2016)
- Bieg na 100 metrów – 11,86 (2015)
- Bieg na 200 metrów – 23,84 (2015)